# Chiesa dei Cappuccini (Ruvo di Puglia)
La chiesa dei Cappuccini, detta anche di Santa Lucia vecchia, è un edificio sacro di Ruvo di Puglia sito in via Don Minzoni. Il tempio viene aperto al culto raramente in quanto dal 1999 è sorta la nuova parrocchia di Santa Lucia.

## Storia
L'edificazione della chiesa, ribattezzata volgarmente "dei Cappuccini" per via del convento adiacente costruito nel 1583 in cui vi trovarono posto, risale al 1607 ma fu consacrata soltanto settant'anni dopo quando il vescovo Domenico Galesio la intitolò a Maria Maddalena. Nel 1809 l'Ordine dei frati minori cappuccini fu espulso e il convento chiuso nel 1811 per poi essere riaperto nel 1816 e definitivamente abbandonato nel 1861. Nel 1925 la chiesa fu trasformata in parrocchia e dedicata a santa Filomena e a santa Lucia. Tuttavia poiché negli anni sessanta il papa Giovanni XIII decise di revisionare la vita di alcuni santi, tra cui Santa Filomena, e di cancellarne la ricorrenza dal calendario romano per mancanza di notizie riguardo ai miracoli effettuati, la parrocchia fu intitolata soltanto alla santa siracusana. Dal 1999 la chiesa viene aperta solo la domenica mattina per la santa Messa e in occasioni particolari, poiché nello stesso anno fu consacrata la nuova chiesa di Santa Lucia, di cui la chiesa dei Cappuccini costituisce una rettoria.

## Descrizione
L'ampia facciata rettangolare appare umilmente decorata, bianca per l'intonaco e dotata di un ingresso architravato al quale si giunge tramite uno scalone.
L'interno è dotato di due navate e delle due quella dotata di ingresso è la più spaziosa. Sulla controfacciata è installato una tela ad olio raffigurante Mosè e il serpente di bronzo del 1790. Ai lati dell'ingresso laterale sono invece affissi due dipinti ad olio del XVIII secolo rappresentanti San Cleto e San Biagio, santi patroni di Ruvo. Varie sono le cappelle e le statue conservate tra cui quella dell'Addolorata, del Cristo Risorto e di Santa Lucia, opera dello scultore Nicola Antonio Brudaglio del XVIII secolo e ora conservata nella nuova chiesa. Sull'altare troneggia il gigantesco crocifisso ligneo.